# M21 (Oekraïne)
De M21 is een autoweg in Oekraïne. De weg verbindt Zjytomyr met de Moldavische grens in het grensplaatsje Mohyliv-Podilskyi. De weg is 246 km lang.

## Traject
De M21 begint in het centrum van Zjytomyr. Na vele kleine dorpjes te hebben gepasseerd over het ca. 250 km lange traject, komt de weg aan bij de brug over de Dnjestr. Hier is de grens met Moldavië en loopt de weg over in de regionale wegen naar Edineț en Soroca.
De M21 is onderdeel van de E583.
M01 ·
M02 ·
M03 ·
M04 ·
M05 ·
M06 ·
M07 ·
M08 ·
M09 ·
M10 ·
M11 ·
M12 ·
M13 ·
M14 ·
M15 ·
M16 ·
M17 ·
M18 ·
M19 ·
M20 ·
M21 ·
M22 ·
M23 ·
M24 ·
M25 ·
M26 ·
M27 ·
M28 ·
M29 ·
M30
N01 ·
N02 ·
N03 ·
N04 ·
N05 ·
N06 ·
N07 ·
N08 ·
N09 ·
N10 ·
N11 ·
N12 ·
N13 ·
N14 ·
N15 ·
N16 ·
N17 ·
N18 ·
N19 ·
N20 ·
N21 ·
N22 ·
N23 ·
N24 ·
N25 ·
N26 ·
N27 ·
N28 ·
N30 ·
N31 ·
N32 ·
N33